# The Wells
The Wells är en by i distriktet Epsom and Ewell, i grevskapet Surrey, i England. Byn är belägen 22,3 km från Guildford. Orten har 1 505 invånare (2015).